# Кавад II
Кавад II или Широје (перс. قباد‎, владао 628) је био сасанидски шах који се на престолу одржао свега осам месеци. Умро је по свему судећи насилном смрћу, претходно погубивши оца Хозроја II и неколико браће, између осталог и Мардаза којем је био поверен престо. Месеца марта исте година када се домогао власти, склопио је мир са византијским царем Ираклијем. Извршена је размена заробљеника којих је било подоста и на обема странама: десетине хиљада Грка вратило се својим кућама. Такође је повраћен и Истински крст који се нашао у персијским рукама по заузећу Јерусалима.